# Alessandro Sardi
Alessandro Sardi (Sulmona, 25 gennaio 1889 – Roma, 2 novembre 1965) è stato un politico italiano.

## Biografia
Nacque a Sulmona nel 1889 dai nobili Gennaro, barone di Rivisondoli, e Concetta Paduano Colajanni e partecipò alla prima guerra mondiale come ufficiale del Servizio Aeronautico; laureatosi in giurisprudenza, diventò avvocato. Fu membro della Massoneria, in particolare della Gran Loggia d'Italia.
Tra il 1920 e il 1921 fu sindaco della sua città natale, fu anche consigliere provinciale e presidente del consiglio provinciale dell'Aquila. Facente parte dell'Associazione Nazionalista Italiana e confluito poi nel 1923 nel Partito Nazionale Fascista, fu eletto Deputato del Regno d'Italia alle elezioni del 1921 nel collegio di Aquila, venendo riconfermato nella tornata del 1924 nella circoscrizione Abruzzi e Molise e in quella del 1929 nel collegio unico nazionale. Nel 1922 partecipò alla marcia su Roma e da quell'anno fino al 1924 fu Sottosegretario di Stato presso il ministero dei lavori pubblici nel nuovo governo Mussolini. Ritiratosi dalla vita politica, morì a Roma nel 1965.